# 長谷川寿美
長谷川 寿美（はせがわ すみ、生没年不詳）とは、明治時代の東京の地本問屋。

## 来歴
明治20年代から30年代にかけて東京府京橋区南伝馬町二丁目十七番地で地本問屋を営業し、大倉耕濤、梅堂豊斎、中島千年の錦絵を版行している。

## 出版物
- 大倉耕濤　「古代風俗　元禄踊里之図」　大判錦絵3枚続　※明治28年（1895年）
- 梅堂豊斎　「市村座春狂言中幕曽我」　大判錦絵3枚続　富士市立博物館所蔵　※明治31年（1898年）
- 中島千年　「内地雑居未来のポンチ絵」　大判錦絵3枚続　早稲田大学図書館所蔵　※明治32年
- 梅堂豊斎・国広　「市村座一月興行　山口定雄」　大判錦絵　国立劇場所蔵　※明治34年12月
- 梅堂豊斎・国玄　「市村座一月興行　成田利生俳優気質」　大判錦絵　国立劇場所蔵　※明治34年12月